# Richard Thomson (homme politique)
Richard Gordon Thomson (né le 16 juin 1976)  est un homme politique du Parti national écossais (SNP). Il est le leader du groupe SNP au Aberdeenshire Council et est député pour Gordon de 2019 à 2024,.

## Jeunesse
Il fait ses études au Tynecastle High School, à Édimbourg, avant d'aller à l'Université de Stirling pour étudier l'histoire et la politique, et étudie ensuite à temps partiel pour un MBA de la Edinburgh Business School de l'Université Heriot-Watt.
Il travaille pour Scottish Widows à Édimbourg pendant six ans, tout d'abord en tant que directeur adjoint dans leur service des relations avec la clientèle, puis en tant que directeur de compte dans les pensions d'entreprise.
Il contribue à un chapitre explorant la « Social-démocratie du SNP» dans un livre sur la politique de Dévolution du pouvoir intitulé Breaking Up Britain - Four Nations After a Union publié en 2009 par Lawrence & Wishart.
En août 2009, il est l'un des trois conférenciers à Londres au Quelles sont les implications de l'indépendance écossaise pour l'Angleterre? événement organisé par le SNP, qui discute des implications pour l'Angleterre dans des domaines tels que la défense, la fiscalité, le rôle de la monarchie et d'éventuels réalignements politiques.

## Carrière politique
Il est ancien chef des campagnes du Parti national écossais et chef de la recherche du parti à Westminster avant de retourner dans l'Aberdeenshire à l'été 2008 pour travailler pour le premier ministre Alex Salmond.
En 2001, il se présente sans succès dans la circonscription de Tweeddale, Ettrick et Lauderdale, un siège sûr pour les libéraux démocrates dans lequel Thomson arrive quatrième avec 4 108 voix (12,4%). En 2010, il se présente à Gordon. Le libéral démocrate Malcolm Bruce conserve son siège, mais Thomson arrive à la deuxième place.
Thomson est chef de l'Aberdeenshire Council de juin 2015 à mai 2017, et il représente actuellement le conseil de la Commission de la mer du Nord, où il est vice-président du Marine Resources Group.
Il est sélectionné pour se présenter dans la circonscription de Gordon pour la deuxième fois aux élections générales de 2019. Il remporte de justesse le siège sur le sortant conservateur Colin Clark, avec une faible majorité de 819 voix, une majorité de 1,4% . 